# Santalla
Santalla (nep. सात्तला) – gaun wikas samiti w zachodniej części Nepalu w strefie Bheri w dystrykcie Dailekh. Według nepalskiego spisu powszechnego z 2011 roku liczył on 895 gospodarstw domowych i 4865 mieszkańców (2460 kobiet i 2405 mężczyzn).